# الفردو سانچز (بازیکن فوتبال اسپانیا)
الفردو سانچز (انگلیسی: Alfredo Sánchez؛ زادهٔ ۳ دسامبر ۱۹۷۲) بازیکن فوتبال اهل اسپانیا است.
از باشگاه‌هایی که در آن بازی کرده‌است می‌توان به باشگاه فوتبال الچه، باشگاه فوتبال لگانس، و باشگاه فوتبال اوساسونا اشاره کرد.